# De goochelaar (Jeruzalem)
De goochelaar is een schilderij vrij naar de Zuid-Nederlandse schilder Jheronimus Bosch in het Israel Museum in Jeruzalem.

## Voorstelling
Het stelt een goochelaar voor die een balletje-balletje-spel uitvoert voor een groep toeschouwers. Terwijl hij dit doet wordt een van de toeschouwers van zijn beurs beroofd. Het is een vrije kopie van het schilderij De goochelaar in het Musée Municipal in de Franse stad Saint-Germain-en-Laye of gaat terug op een gemeenschappelijk origineel. De kopiist heeft de voorstelling uitgebreid met een stadsgezicht. Hier is een voorhuis te zien met daarin, achter tralies, een os en een ezel met een muziekboek. Voor dit raam zit een man aan een tafel te slapen. Op het uithangbord aan de muur van het huis staat een hond naast een pot afgebeeld met het opschrift ‘In den blawen hont’ (In de blauwe hond). Verderop is een terechtstelling te zien. De slapende man staat volgens Bosch-auteur Dirk Bax symbool voor luiheid in de vorm van een slapende kiezentrekker. De os en de ezel voor het muziekboek verwijzen naar het Latijnse spreekwoord Bos, asinus faciunt musicam (domoren denken dat hun gezang mooie muziek is; letterlijk: de os en de ezel maken muziek). De terechtstelling op de achtergrond zou erop kunnen wijzen dat bedriegers hun straf niet ontlopen.

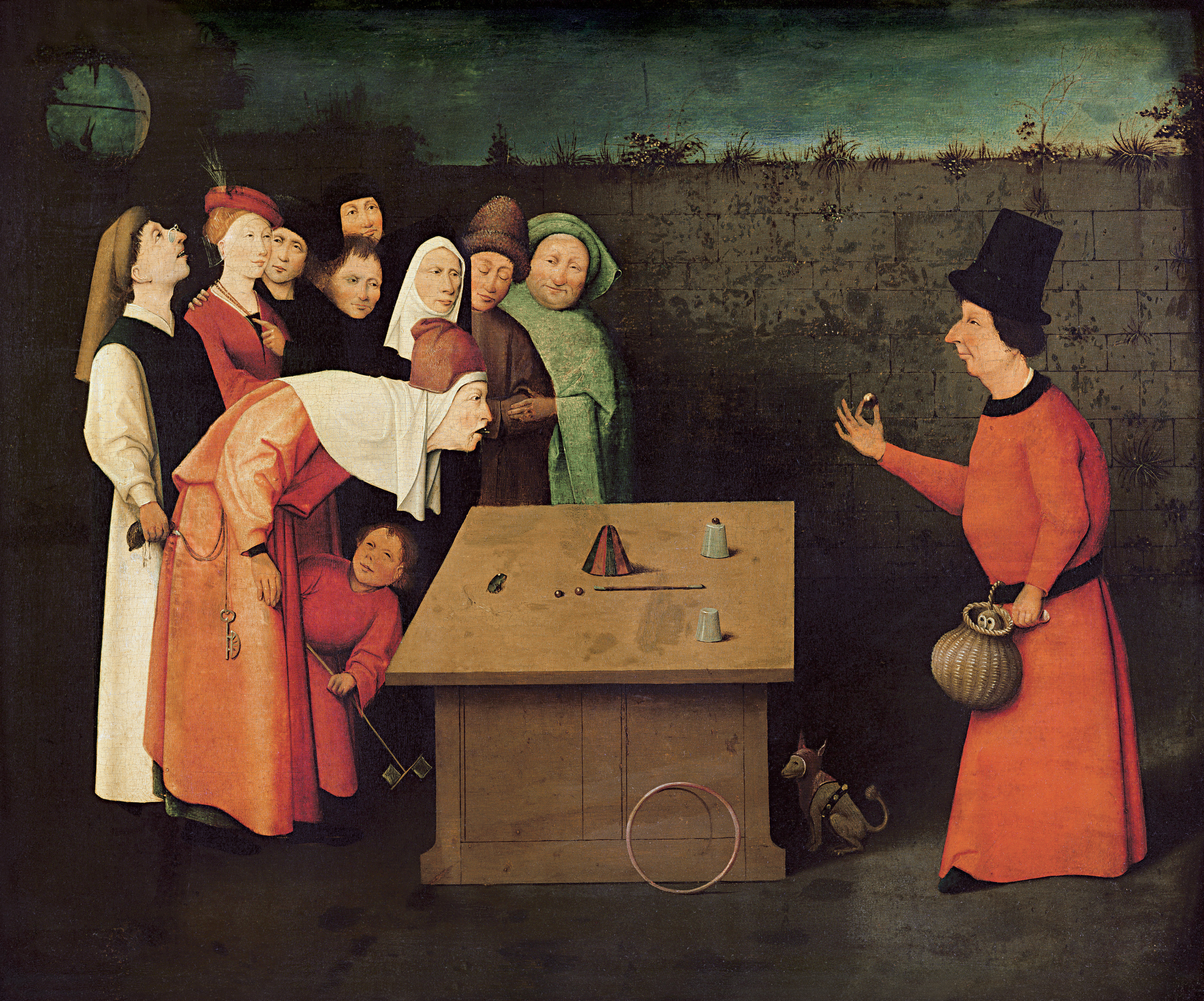
Jheronimus Bosch of naar Jheronimus Bosch. De goochelaar. Ca. 1502 of later. Saint-Germain-en-Laye, Musée Municipal.

## Toeschrijving
De meeste auteurs zijn het erover eens dat het hier gaat om een kopie naar De goochelaar in Saint-Germain-en-Laye. Volgens Lotte Brand Philip is het exemplaar in Jeruzalem, net als de versie in het Philadelphia Museum of Art, dat dezelfde toevoegingen bevat, een getrouwe kopie naar een verloren gegaan origineel door Bosch. Het exemplaar in Saint-Germain is volgens haar een vereenvoudigde kopie van dit origineel.

## Herkomst
Het werk bevond zich oorspronkelijk in een privéverzameling in Parijs en kwam later in het bezit van kunsthandelaar Dr. R. Heinemann in München.  In 1967 werd het in bruikleen afgestaan aan de grote Bosch-tentoonstelling in het Noordbrabants Museum door de kunstverzamelaar Olivier O. Ostier in New York. Deze liet het in 1977 na aan het Israel Museum in Jeruzalem.

## Tentoonstellingen
De goochelaar maakte deel uit van de volgende tentoonstellingen:
- Jheronimus Bosch, Noordbrabants Museum, 's-Hertogenbosch, 17 september-15 november 1967, cat.nr. 35, p. 131.
- Brueghel. Meraviglie dell'arte fiamminga, Chiostro del Bramante, Rome, 18 december 2012-2 juni 2013, ISBN 9788836625475.